# Поєнешть (комуна)
Поєнешть, Поєнешті (рум. Poienești) — комуна у повіті Васлуй в Румунії. До складу комуни входять такі села (дані про населення за 2002 рік):
- Опрішица (888 осіб)
- Поєнешть-Дял (123 особи)
- Поєнешть (841 особа) — адміністративний центр комуни
- Фрасіну (426 осіб)
- Фунду-Веїй (120 осіб)

Комуна розташована на відстані 266 км на північний схід від Бухареста, 14 км на захід від Васлуя, 61 км на південь від Ясс, 136 км на північ від Галаца.

## Населення
За даними перепису населення 2002 року у комуні проживала 3151 особа.
Національний склад населення комуни:
| Національність | Кількість осіб | Відсоток |
| -------------- | -------------- | -------- |
| румуни         | 3148           | 99,9%    |
| угорці         | 2              | 0,1%     |
| поляки         | 1              | < 0,1%   |

Рідною мовою назвали:
| Мова      | Кількість осіб | Відсоток |
| --------- | -------------- | -------- |
| румунська | 3148           | 99,9%    |
| угорська  | 2              | 0,1%     |
| польська  | 1              | < 0,1%   |

Склад населення комуни за віросповіданням:
| Релігія       | Кількість осіб | Відсоток |
| ------------- | -------------- | -------- |
| православні   | 3057           | 97,0%    |
| адвентисти    | 75             | 2,4%     |
| п'ятдесятники | 12             | 0,4%     |
| римо-католики | 6              | 0,2%     |
| бретрени      | 1              | < 0,1%   |